# Wilfred Judson
Wilfred Judson, né le 20 juillet 1902 à Todmorden, en Angleterre, et décédé le 15 juin 1980, était un avocat et un juge canadien. Il a été juge puîné de la Cour suprême du Canada de 1958 à 1977. Il est membre de l'ordre du Canada.

## Biographie
Wilfred Judson est diplômé d'un baccalauréat universitaire ès lettres en 1922 et d'une maîtrise universitaire ès lettres en 1923 de l'université de Manchester. En 1923, il émigre au Canada. Il est diplômé de l'Osgoode Hall Law School, puis admis au barreau en 1932. Après avoir pratiqué le droit pendant 19 ans, il est nommé juge à la Cour de justice supérieure de l'Ontario en 1951, puis à la Cour suprême du Canada en 1958. Il prend sa retraite en 1977. En 1978, il est nommé compagnon de l'ordre du Canada. Il décède le 15 juin 1980.